# Deloitte Football Money League

## Clasificación por temporadas

### Temporada 2015–16
| Clasificación | País                  | Número de equipos | Ingresos totales (millones de €) |
| ------------- | --------------------- | ----------------- | -------------------------------- |
| 1             | Bandera de Inglaterra | 12                | 3821.1                           |
| 2             | Bandera de Italia     | 5                 | 1095.9                           |
| 3             | Bandera de Alemania   | 4                 | 1249.7                           |
| 4             | Bandera de España     | 3                 | 1468.9                           |
| 5             | Bandera de Francia    | 2                 | 680.9                            |
| 5             | Bandera de Turquía    | 2                 | 313.6                            |
| 6             | Bandera de Rusia      | 1                 | 196.5                            |
| 6             | Bandera de Portugal   | 1                 | 152.1                            |

| Clasificación 2015–16 | Club                     | Ingresos (millones de €) | País       | Clasificación 2014–15 | Cambios |
| --------------------- | ------------------------ | ------------------------ | ---------- | --------------------- | ------- |
| 1                     | Manchester United        | 689.0                    | Inglaterra | 3                     | +2      |
| 2                     | Barcelona                | 620.2                    | España     | 2                     | —       |
| 3                     | Real Madrid              | 620.1                    | España     | 1                     | −2      |
| 4                     | Bayern Munich            | 592.0                    | Alemania   | 5                     | +1      |
| 5                     | Manchester City          | 524.9                    | Inglaterra | 6                     | +1      |
| 6                     | Paris Saint‑Germain      | 520.9                    | Francia    | 4                     | −2      |
| 7                     | Arsenal                  | 468.5                    | Inglaterra | 7                     | —       |
| 8                     | Chelsea                  | 447.4                    | Inglaterra | 8                     | —       |
| 9                     | Liverpool                | 403.8                    | Inglaterra | 9                     | —       |
| 10                    | Juventus                 | 341.1                    | Italia     | 10                    | —       |
| 11                    | Borussia Dortmund        | 283.9                    | Alemania   | 11                    | —       |
| 12                    | Tottenham Hotspur        | 279.7                    | Inglaterra | 12                    | —       |
| 13                    | Atlético Madrid          | 228.6                    | España     | 15                    | +2      |
| 14                    | Schalke 04               | 224.5                    | Alemania   | 13                    | −1      |
| 15                    | Roma                     | 218.2                    | Italia     | 16                    | +1      |
| 16                    | Milan                    | 214.7                    | Italia     | 14                    | −2      |
| 17                    | Zenit Saint Petersburg   | 196.5                    | Rusia      | 31+                   |         |
| 18                    | West Ham United          | 192.3                    | Inglaterra | 20                    | +2      |
| 19                    | Internazionale           | 179.2                    | Italia     | 19                    | —       |
| 20                    | Leicester City           | 172.1                    | Inglaterra | 24                    | +4      |
| 21                    | Newcastle United         | 168.2                    | Inglaterra | 17                    | −4      |
| 22                    | Southampton              | 163.3                    | Inglaterra | 22                    | —       |
| 23                    | Everton                  | 162.5                    | Inglaterra | 18                    | −5      |
| 24                    | Lyon                     | 160.0                    | Francia    | 31+                   |         |
| 25                    | Fenerbahçe               | 157.7                    | Turquía    | 31+                   |         |
| 26                    | Galatasaray              | 155.9                    | Turquía    | 21                    | -5      |
| 27                    | Benfica                  | 152.1                    | Portugal   | 31+                   |         |
| 28                    | Borussia Mönchengladbach | 149.3                    | Alemania   | 31+                   |         |
| 29                    | Sunderland               | 144.4                    | Inglaterra | 25                    | -4      |
| 30                    | Napoli                   | 142.7                    | Italia     | 30                    | —       |

### Temporada 2014–15
| Clasificación | País                  | Número de equipos | Ingresos totales (millones de €) |
| ------------- | --------------------- | ----------------- | -------------------------------- |
| 1             | Bandera de Inglaterra | 17                | 3939.8                           |
| 2             | Bandera de Italia     | 5                 | 993.7                            |
| 3             | Bandera de España     | 3                 | 1324.9                           |
| 3             | Bandera de Alemania   | 3                 | 974.3                            |
| 5             | Bandera de Francia    | 1                 | 480.8                            |
| 5             | Bandera de Turquía    | 1                 | 159.1                            |
| 5             | Bandera de Gales      | 1                 | 132.8                            |

| Clasificación 2014–15 | Club                 | Ingresos (millones de €) | País       | Clasificación 2013–14 | Cambios |
| --------------------- | -------------------- | ------------------------ | ---------- | --------------------- | ------- |
| 1                     | Real Madrid          | 577.0                    | España     | 1                     | —       |
| 2                     | Barcelona            | 560.8                    | España     | 4                     | +2      |
| 3                     | Manchester United    | 519.5                    | Inglaterra | 2                     | −1      |
| 4                     | Paris Saint‑Germain  | 480.8                    | Francia    | 5                     | +1      |
| 5                     | Bayern Munich        | 474.0                    | Alemania   | 3                     | −2      |
| 6                     | Manchester City      | 463.5                    | Inglaterra | 6                     | —       |
| 7                     | Arsenal              | 435.5                    | Inglaterra | 8                     | +1      |
| 8                     | Chelsea              | 420.0                    | Inglaterra | 7                     | −1      |
| 9                     | Liverpool            | 391.8                    | Inglaterra | 9                     | —       |
| 10                    | Juventus             | 323.9                    | Italia     | 10                    | —       |
| 11                    | Borussia Dortmund    | 280.6                    | Alemania   | 11                    | —       |
| 12                    | Tottenham Hotspur    | 257.5                    | Inglaterra | 13                    | +1      |
| 13                    | Schalke 04           | 219.7                    | Alemania   | 14                    | +1      |
| 14                    | Milan                | 199.1                    | Italia     | 12                    | −2      |
| 15                    | Atlético Madrid      | 187.1                    | España     | 15                    | —       |
| 16                    | Roma                 | 180.4                    | Italia     | 24                    | +8      |
| 17                    | Newcastle United     | 169.3                    | Inglaterra | 19                    | +2      |
| 18                    | Everton              | 165.1                    | Inglaterra | 20                    | +2      |
| 19                    | Internazionale       | 164.8                    | Italia     | 17                    | -2      |
| 20                    | West Ham United      | 160.9                    | Inglaterra | 21                    | +1      |
| 21                    | Galatasaray          | 159.1                    | Turquía    | 18                    | -3      |
| 22                    | Southampton          | 149.5                    | Inglaterra | 25                    | +3      |
| 23                    | Aston Villa          | 148.8                    | Inglaterra | 22                    | -1      |
| 24                    | Leicester City       | 137.2                    | Inglaterra | 31+                   |         |
| 25                    | Sunderland           | 132.9                    | Inglaterra | 27                    | +2      |
| 26                    | Swansea City         | 132.8                    | Gales      | 29                    | +3      |
| 27                    | Stoke City           | 130.9                    | Inglaterra | 30                    | +3      |
| 28                    | Crystal Palace       | 130.8                    | Inglaterra | 31+                   |         |
| 29                    | West Bromwich Albion | 126.6                    | Inglaterra | 31+                   |         |
| 30                    | Napoli               | 125.5                    | Italia     | 16                    | -14     |

### Temporada 2013–14
| Clasificación | País                  | Número de equipos | Ingresos totales (millones de €) |
| ------------- | --------------------- | ----------------- | -------------------------------- |
| 1             | Bandera de Inglaterra | 14                | 3140.2                           |
| 2             | Bandera de Italia     | 5                 | 985.3                            |
| 3             | Bandera de Alemania   | 4                 | 1083.2                           |
| 4             | Bandera de España     | 3                 | 1204                             |
| 5             | Bandera de Francia    | 2                 | 604.7                            |
| 6             | Bandera de Turquía    | 1                 | 161.9                            |
| 6             | Bandera de Portugal   | 1                 | 126.0                            |
| 6             | Bandera de Gales      | 1                 | 118.0                            |

| Clasificación 2013–14 | Club                | Ingresos (millones de €) | País       | Clasificación 2012–13 | Cambios |
| --------------------- | ------------------- | ------------------------ | ---------- | --------------------- | ------- |
| 1                     | Real Madrid         | 549.5                    | España     | 1                     | —       |
| 2                     | Manchester United   | 518.0                    | Inglaterra | 4                     | +2      |
| 3                     | Bayern Munich       | 487.5                    | Alemania   | 3                     | —       |
| 4                     | Barcelona           | 484.6                    | España     | 2                     | −2      |
| 5                     | Paris Saint‑Germain | 474.2                    | Francia    | 5                     | —       |
| 6                     | Manchester City     | 414.4                    | Inglaterra | 6                     | —       |
| 7                     | Chelsea             | 387.9                    | Inglaterra | 7                     | —       |
| 8                     | Arsenal             | 359.3                    | Inglaterra | 8                     | —       |
| 9                     | Liverpool           | 305.9                    | Inglaterra | 12                    | +3      |
| 10                    | Juventus            | 279.4                    | Italia     | 9                     | −1      |
| 11                    | Borussia Dortmund   | 261.5                    | Alemania   | 11                    | —       |
| 12                    | Milan               | 249.7                    | Italia     | 10                    | −2      |
| 13                    | Tottenham Hotspur   | 215.8                    | Inglaterra | 14                    | +1      |
| 14                    | Schalke 04          | 213.9                    | Alemania   | 13                    | -1      |
| 15                    | Atlético Madrid     | 169.9                    | España     | 20                    | +5      |
| 16                    | Napoli              | 164.8                    | Italia     | 22                    | +6      |
| 17                    | Internazionale      | 164.0                    | Italia     | 15                    | -2      |
| 18                    | Galatasaray         | 161.9                    | Turquía    | 16                    | -2      |
| 19                    | Newcastle United    | 155.1                    | Inglaterra | 25                    | +6      |
| 20                    | Everton             | 144.1                    | Inglaterra | 31+                   |         |
| 21                    | West Ham United     | 137.4                    | Inglaterra | 29                    | +8      |
| 22                    | Aston Villa         | 133.0                    | Inglaterra | 31+                   |         |
| 23                    | Marseille           | 130.5                    | Francia    | 30                    | +7      |
| 24                    | Roma                | 127.4                    | Italia     | 19                    | -5      |
| 25                    | Southampton         | 126.9                    | Inglaterra | 31+                   |         |
| 26                    | Benfica             | 126.0                    | Portugal   | 26                    | —       |
| 27                    | Sunderland          | 124.8                    | Inglaterra | 31+                   |         |
| 28                    | Hamburger SV        | 120.3                    | Alemania   | 17                    | -11     |
| 29                    | Swansea City        | 118.0                    | Gales      | 31+                   |         |
| 30                    | Stoke City          | 117.6                    | Inglaterra | 31+                   |         |

### Temporada 2012–13
El Bayern de Múnich, gracias a sus triunfos en la Liga de Campeones y en la Bundesliga, arrebata la tercera posición al Manchester United. Otro cambio a destacar es la irrupción del París Saint-Germain, que se asegura el quinto lugar, el mejor puesto conseguido por un club francés. El Manchester City continua con su constante progresión, escalando hasta la sexta posición y consiguiendo estar por encima de sus rivales ingleses Chelsea y Arsenal, un hecho sin precedente en la historia de la clasificación. El Liverpool se cae del top diez por primera vez desde la temporada 1999/2000.
| Clasificación 2012–13 | Club                | Ingresos (millones de € ) | País         | Clasificación 2011–12 | Cambios |
| --------------------- | ------------------- | ------------------------- | ------------ | --------------------- | ------- |
| 1                     | Real Madrid         | 518.9                     | España       | 1                     | —       |
| 2                     | Barcelona           | 482.6                     | España       | 2                     | —       |
| 3                     | Bayern Múnich       | 431.2                     | Alemania     | 4                     | +1      |
| 4                     | Manchester United   | 423.8                     | Inglaterra   | 3                     | −1      |
| 5                     | París Saint-Germain | 398.8                     | Francia      | 10                    | +5      |
| 6                     | Manchester City     | 316.2                     | Inglaterra   | 7                     | +1      |
| 7                     | Chelsea             | 303.4                     | Inglaterra   | 5                     | −2      |
| 8                     | Arsenal             | 284.3                     | Inglaterra   | 6                     | −2      |
| 9                     | Juventus            | 272.4                     | Italia       | 13                    | +4      |
| 10                    | Milan               | 263.5                     | Italia       | 8                     | −2      |
| 11                    | Borussia Dortmund   | 256.2                     | Alemania     | 12                    | +1      |
| 12                    | Liverpool           | 240.6                     | Inglaterra   | 9                     | −3      |
| 13                    | Schalke 04          | 198.2                     | Alemania     | 15                    | +2      |
| 14                    | Tottenham Hotspur   | 172                       | Inglaterra   | 14                    | —       |
| 15                    | Internazionale      | 168.8                     | Italia       | 11                    | −4      |
| 16                    | Galatasaray         | 157                       | Turquía      | 19                    | +3      |
| 17                    | Hamburgo            | 135.4                     | Alemania     | 20                    | +3      |
| 18                    | Fenerbahçe          | 126.4                     | Turquía      | 31+                   |         |
| 19                    | Roma                | 124.4                     | Italia       | 21                    | +2      |
| 20                    | Atlético Madrid     | 120                       | España       | 25                    | +5      |
| 21                    | Stuttgart           | 116.5                     | Alemania     | 27                    | +6      |
| 22                    | Nápoles             | 116.4                     | Italia       | 21                    | -1      |
| 23                    | Valencia            | 116                       | España       | 22                    | —       |
| 24                    | Corinthians         | 113.3                     | Brasil       | 32                    | +8      |
| 25                    | Newcastle United    | 111.9                     | Inglaterra   | 22                    | -3      |
| 26                    | Benfica             | 109.2                     | Portugal     | 24                    | -2      |
| 27                    | Ajax Ámsterdam      | 107.6                     | Países Bajos | 26                    | -1      |
| 28                    | Lazio               | 106.2                     | Italia       | 31+                   |         |
| 29                    | West Ham United     | 104,8                     | Inglaterra   | 30                    |         |
| 30                    | Olympique Marsella  | 104.3                     | Francia      | 17                    | -13     |

### Temporada 2011–12
| Clasificación 2011–12 | Club                | Ingresos (millones de €) | País         | Clasificación 2010–11 | Cambios |
| --------------------- | ------------------- | ------------------------ | ------------ | --------------------- | ------- |
| 1                     | Real Madrid         | 512.6                    | España       | 1                     | —       |
| 2                     | Barcelona           | 483.0                    | España       | 2                     | —       |
| 3                     | Manchester United   | 395.9                    | Inglaterra   | 3                     | —       |
| 4                     | Bayern Munich       | 368.4                    | Alemania     | 4                     | —       |
| 5                     | Chelsea             | 322.6                    | Inglaterra   | 6                     | +1      |
| 6                     | Arsenal             | 290.3                    | Inglaterra   | 5                     | −1      |
| 7                     | Manchester City     | 285.6                    | Inglaterra   | 12                    | +5      |
| 8                     | Milan               | 256.9                    | Italia       | 7                     | −1      |
| 9                     | Liverpool           | 233.2                    | Inglaterra   | 9                     | —       |
| 10                    | París Saint-Germain | 220,5                    | Francia      | 31+                   |         |
| 11                    | Internazionale      | 200,6                    | Italia       | 8                     | −3      |
| 12                    | Borussia Dortmund   | 196,7                    | Alemania     | 16                    | +4      |
| 13                    | Juventus            | 195.4                    | Italia       | 13                    | —       |
| 14                    | Tottenham Hotspur   | 178.2                    | Inglaterra   | 11                    | −3      |
| 15                    | Schalke 04          | 174.5                    | Alemania     | 10                    | −5      |
| 16                    | Nápoles             | 148.4                    | Italia       | 20                    | +4      |
| 17                    | Olympique Marsella  | 135.7                    | Francia      | 14                    | −3      |
| 18                    | Olympique Lyon      | 131.9                    | Francia      | 17                    | −1      |
| 19                    | Galatasaray         | 129,7                    | Turquía      | 31+                   |         |
| 20                    | Hamburgo            | 121.1                    | Alemania     | 18                    | −2      |
| 21                    | Roma                | 115.9                    | Italia       | 15                    | -6      |
| 22                    | Newcastle United    | 115.3                    | Inglaterra   | 25                    | +3      |
| 23                    | Valencia            | 111.1                    | España       | 19                    | -4      |
| 24                    | Benfica             | 111.1                    | Portugal     | 21                    | -3      |
| 25                    | Atlético Madrid     | 107.9                    | España       | 22                    | -3      |
| 26                    | Ajax Ámsterdam      | 104.1                    | Países Bajos | 26                    | —       |
| 27                    | Stuttgart           | 103.2                    | Alemania     | 27                    | —       |
| 28                    | Everton             | 99.5                     | Inglaterra   | 28                    | —       |
| 29                    | Aston Villa         | 98.6                     | Inglaterra   | 24                    | -5      |
| 30                    | Fulham              | 98.0                     | Inglaterra   | 31+                   |         |
| 31                    | Sunderland          | 96.4                     | Inglaterra   | 30                    | -1      |
| 32                    | Corinthians         | 94.1                     | Brasil       | 31+                   |         |

### Temporada 2010–11
| Clasificación 2010–11 | Club               | Ingresos (millones de €) | País         | Clasificación 2009–10 | Cambios |
| --------------------- | ------------------ | ------------------------ | ------------ | --------------------- | ------- |
| 1                     | Real Madrid        | 479.5                    | España       | 1                     | —       |
| 2                     | Barcelona          | 450.7                    | España       | 2                     | —       |
| 3                     | Manchester United  | 367.0                    | Inglaterra   | 3                     | —       |
| 4                     | Bayern Munich      | 321.4                    | Alemania     | 4                     | —       |
| 5                     | Arsenal            | 251.1                    | Inglaterra   | 5                     | —       |
| 6                     | Chelsea            | 249.8                    | Inglaterra   | 6                     | —       |
| 7                     | Milan              | 235.1                    | Italia       | 7                     | —       |
| 8                     | Internazionale     | 211.4                    | Italia       | 9                     | +1      |
| 9                     | Liverpool          | 203.3                    | Inglaterra   | 8                     | −1      |
| 10                    | Schalke 04         | 202.4                    | Alemania     | 16                    | +6      |
| 11                    | Tottenham Hotspur  | 181.0                    | Inglaterra   | 12                    | +1      |
| 12                    | Manchester City    | 169.6                    | Inglaterra   | 11                    | −1      |
| 13                    | Juventus           | 153.9                    | Italia       | 10                    | −3      |
| 14                    | Olympique Marsella | 150.4                    | Francia      | 15                    | +1      |
| 15                    | Roma               | 143.5                    | Italia       | 18                    | +3      |
| 16                    | Borussia Dortmund  | 138.5                    | Alemania     | 22                    | +6      |
| 17                    | Olympique Lyon     | 132.8                    | Francia      | 14                    | −3      |
| 18                    | Hamburgo           | 128.8                    | Alemania     | 13                    | −5      |
| 19                    | Valencia           | 116.8                    | España       | 25                    | +6      |
| 20                    | Nápoles            | 114.9                    | Italia       | 29                    | +9      |
| 21                    | Benfica            | 102.5                    | Portugal     | 26                    | +5      |
| 22                    | Atlético Madrid    | 99.9                     | España       | 17                    | −5      |
| 23                    | Werder Bremen      | 99.7                     | Alemania     | 28                    | +5      |
| 24                    | Aston Villa        | 99.3                     | Inglaterra   | 20                    | −4      |
| 25                    | Newcastle United   | 98.0                     | Inglaterra   | 31+                   |         |
| 26                    | Ajax Ámsterdam     | 97.1                     | Países Bajos | 31+                   |         |
| 27                    | Stuttgart          | 95.5                     | Alemania     | 19                    | −8      |
| 28                    | Everton            | 90.8                     | Inglaterra   | 27                    | −1      |
| 29                    | West Ham United    | 89.1                     | Inglaterra   | 31                    | +3      |
| 30                    | Sunderland         | 87.9                     | Inglaterra   | 31+                   |         |

### Temporada 2009–10
| Clasificación 2009-10 | Club               | Ingresos (millones de €) | País       | Clasificación 2008–09 | Cambios |
| --------------------- | ------------------ | ------------------------ | ---------- | --------------------- | ------- |
| 1                     | Real Madrid        | 438.6                    | España     | 1                     | —       |
| 2                     | Barcelona          | 398.1                    | España     | 2                     | —       |
| 3                     | Manchester United  | 349.8                    | Inglaterra | 3                     | —       |
| 4                     | Bayern Munich      | 323.0                    | Alemania   | 4                     | —       |
| 5                     | Arsenal            | 274.1                    | Inglaterra | 5                     | —       |
| 6                     | Chelsea            | 255.9                    | Inglaterra | 6                     | —       |
| 7                     | Milan              | 235.8                    | Italia     | 10                    | +3      |
| 8                     | Liverpool          | 225.3                    | Inglaterra | 7                     | −1      |
| 9                     | Internazionale     | 224.8                    | Italia     | 9                     | —       |
| 10                    | Juventus           | 205.0                    | Italia     | 8                     | −2      |
| 11                    | Manchester City    | 152.8                    | Inglaterra | 19                    | +9      |
| 12                    | Tottenham Hotspur  | 146.3                    | Inglaterra | 15                    | +3      |
| 13                    | Hamburgo           | 146.2                    | Alemania   | 11                    | −2      |
| 14                    | Olympique Lyon     | 146.1                    | Francia    | 13                    | −1      |
| 15                    | Olympique Marsella | 141.1                    | Francia    | 14                    | −1      |
| 16                    | Schalke 04         | 139.8                    | Alemania   | 16                    | —       |
| 17                    | Atlético Madrid    | 124.5                    | España     | 22                    | +5      |
| 18                    | Roma               | 122.7                    | Italia     | 12                    | −6      |
| 19                    | Stuttgart          | 114.8                    | Alemania   | 24                    | +5      |
| 20                    | Aston Villa        | 109.4                    | Inglaterra | 25                    | +5      |
| 21                    | Fiorentina         | 106.4                    | Italia     | 26                    | +5      |
| 22                    | Borussia Dortmund  | 105.2                    | Alemania   | 31+                   |         |
| 23                    | Burdeos            | 102.8                    | Francia    | 23                    | —       |
| 24                    | Sevilla            | 99.6                     | España     | 31+                   |         |
| 25                    | Valencia           | 99.3                     | España     | 31+                   |         |
| 26                    | Benfica            | 98.2                     | Portugal   | 31+                   |         |
| 27                    | Everton            | 96.6                     | Inglaterra | 27                    | —       |
| 28                    | Werder Bremen      | 96.5                     | Alemania   | 31+                   |         |
| 29                    | Nápoles            | 95.1                     | Italia     | 28                    | −1      |
| 30                    | Fulham             | 94.2                     | Inglaterra | 31+                   |         |
| 31                    | West Ham United    | 87.6                     | Inglaterra | 29                    | −2      |

### Temporada 2008–09
| Clasificación | Club               | Ingresos (millones de €) | País       | Cambios     |
| ------------- | ------------------ | ------------------------ | ---------- | ----------- |
| 1.            | Real Madrid        | 401.4                    | España     | Sin cambios |
| 2.            | Barcelona          | 365.9                    | España     | 1           |
| 3.            | Manchester United  | 327.0                    | Inglaterra | 1           |
| 4.            | Bayern Munich      | 289.5                    | Alemania   | Sin cambios |
| 5.            | Arsenal            | 263.0                    | Inglaterra | 1           |
| 6.            | Chelsea            | 242.3                    | Inglaterra | 1           |
| 7.            | Liverpool          | 237.0                    | Inglaterra | Sin cambios |
| 8.            | Juventus           | 203.2                    | Italia     | 3           |
| 9.            | Internazionale     | 196.5                    | Italia     | 1           |
| 10.           | Milan              | 196.5                    | Italia     | 2           |
| 11.           | Hamburgo           | 146.7                    | Alemania   | 4           |
| 12.           | Roma               | 146.4                    | Italia     | 3           |
| 13.           | Olympique Lyon     | 139.6                    | Francia    | 1           |
| 14.           | Olympique Marsella | 133.2                    | Francia    | 2           |
| 15.           | Tottenham Hotspur  | 132.7                    | Inglaterra | 1           |
| 16.           | Schalke 04         | 124.5                    | Alemania   | 3           |
| 17.           | Werder Bremen      | 114.7                    | Alemania   | >3          |
| 18.           | Borussia Dortmund  | 103.5                    | Alemania   | >2          |
| 19.           | Manchester City    | 101.2                    | Inglaterra | 1           |
| 20.           | Newcastle United   | 101.0                    | Inglaterra | 3           |

### Temporada 2007–08
| Clasificación | Club               | Ingresos (millones de €) | País       |
| ------------- | ------------------ | ------------------------ | ---------- |
| 1             | Real Madrid        | 365.8                    | España     |
| 2.            | Manchester United  | 324.8                    | Inglaterra |
| 3.            | Barcelona          | 308.8                    | España     |
| 4.            | Bayern Munich      | 295.3                    | Alemania   |
| 5.            | Chelsea            | 268.9                    | Inglaterra |
| 6.            | Arsenal            | 264.0                    | Inglaterra |
| 7.            | Liverpool          | 210.9                    | Inglaterra |
| 8.            | Milan              | 209.5                    | Italia     |
| 9.            | Roma               | 175.4                    | Italia     |
| 10.           | Internazionale     | 172.9                    | Italia     |
| 11.           | Juventus           | 167.5                    | Italia     |
| 12.           | Olimpique Lyon     | 155.7                    | Francia    |
| 13.           | Schalke 04         | 148.4                    | Alemania   |
| 14.           | Tottenham Hotspur  | 145.0                    | Inglaterra |
| 15.           | Hamburgo           | 127.9                    | Alemania   |
| 16.           | Olimpique Marsella | 126.8                    | Francia    |
| 17.           | Newcastle United   | 125.6                    | Inglaterra |
| 18.           | Stuttgart          | 111.5                    | Alemania   |
| 19.           | Fenerbahçe         | 111.3                    | Turquía    |
| 20.           | Manchester City    | 104.0                    | Inglaterra |

### Temporada 2006–07
Los ingresos totales de los 20 clubes más ricos del mundo del fútbol alcanzaron la cantidad récord de 3.730 millones de euros. Ningún equipo ha podido arrebatar la primera posición al Real Madrid, que se mantiene al frente de la clasificicación por tercer año consecutivo después de incrementar sus ingresos un 20 por ciento durante la temporada 2006/07.
El Manchester United le quita la segunda posición al Barcelona que retrocede al tercer lugar.
| Clasificación | Club               | Ingresos (millones de €) | País       |
| ------------- | ------------------ | ------------------------ | ---------- |
| 1.            | Real Madrid        | 351.0                    | España     |
| 2.            | Manchester United  | 315.2                    | Inglaterra |
| 3.            | Barcelona          | 290.1                    | España     |
| 4.            | Chelsea            | 283.0                    | Inglaterra |
| 5.            | Arsenal            | 263.9                    | Inglaterra |
| 6.            | Milan              | 227.2                    | Italia     |
| 7.            | Bayern Munich      | 223.3                    | Alemania   |
| 8.            | Liverpool          | 198.9                    | Inglaterra |
| 9.            | Internazionale     | 195.0                    | Italia     |
| 10.           | Roma               | 157.6                    | Italia     |
| 11.           | Tottenham Hotspur  | 153.1                    | Inglaterra |
| 12.           | Juventus           | 145.2                    | Italia     |
| 13.           | Olimpique Lyon     | 140.6                    | Francia    |
| 14.           | Newcastle United   | 129.4                    | Inglaterra |
| 15.           | Hamburgo           | 120.4                    | Alemania   |
| 16.           | Schalke 04         | 114.3                    | Alemania   |
| 17.           | Celtic             | 111.8                    | Escocia    |
| 18.           | Valencia           | 107.6                    | España     |
| 19.           | Olympique Marsella | 99.0                     | Francia    |
| 20.           | Werder Bremen      | 97.3                     | Alemania   |

### Temporada 2005–06
| Clasificación | Club              | Ingresos (millones de €) | País       |
| ------------- | ----------------- | ------------------------ | ---------- |
| 1.            | Real Madrid       | 292.2                    | España     |
| 2.            | Barcelona         | 259.1                    | España     |
| 3.            | Juventus          | 251.2                    | Italia     |
| 4.            | Manchester United | 242.6                    | Inglaterra |
| 5.            | Milan             | 238.7                    | Italia     |
| 6.            | Chelsea           | 221.0                    | Inglaterra |
| 7.            | Internazionale    | 206.6                    | Italia     |
| 8.            | Bayern Munich     | 204.7                    | Alemania   |
| 9.            | Arsenal           | 177.4                    | Inglaterra |
| 10.           | Liverpool         | 176.0                    | Inglaterra |
| 11.           | Olympique Lyon    | 127.7                    | Francia    |
| 12.           | Roma              | 127.0                    | Italia     |
| 13.           | Newcastle United  | 124.3                    | Inglaterra |
| 14.           | Schalke           | 122.9                    | Alemania   |
| 15.           | Tottenham Hotspur | 107.2                    | Inglaterra |
| 16.           | Hamburgo          | 101.8                    | Alemania   |
| 17.           | Manchester City   | 89.4                     | Inglaterra |
| 18.           | Rangers           | 88.5                     | Escocia    |
| 19.           | West Ham United   | 86.9                     | Inglaterra |
| 20.           | Benfica           | 85.1                     | Portugal   |

### Temporada 2004–05
En la clasificación de la temporada 2004/2005, el Real Madrid alcanza el primer puesto. (Olympique de Marsella, Rangers, y Aston Villa) despararecen de la lista y son reemplazados por el Olympique de Lyon, Everton, y Valencia.
| Clasificación | Club              | Ingresos (millones de €) | País       |
| ------------- | ----------------- | ------------------------ | ---------- |
| 1.            | Real Madrid       | 275.7                    | España     |
| 2.            | Manchester United | 246.4                    | Inglaterra |
| 3.            | Milan             | 234.0                    | Italia     |
| 4.            | Juventus          | 229.4                    | Italia     |
| 5.            | Chelsea           | 220.8                    | Inglaterra |
| 6.            | Barcelona         | 207.9                    | España     |
| 7.            | Bayern Munich     | 189.5                    | Alemania   |
| 8.            | Liverpool         | 181.2                    | Inglaterra |
| 9.            | Internazionale    | 177.2                    | Italia     |
| 10.           | Arsenal           | 171.3                    | Inglaterra |
| 11.           | Roma              | 131.8                    | Italia     |
| 12.           | Newcastle United  | 128.9                    | Inglaterra |
| 13.           | Tottenham Hotspur | 104.5                    | Inglaterra |
| 14.           | Schalke 04        | 97.4                     | Alemania   |
| 15.           | Olympique Lyon    | 92.9                     | Francia    |
| 16.           | Celtic            | 92.7                     | Escocia    |
| 17.           | Manchester City   | 90.1                     | Inglaterra |
| 18.           | Everton           | 88.8                     | Inglaterra |
| 19.           | Valencia          | 84.6                     | España     |
| 20.           | Lazio             | 83.1                     | Italia     |

### Temporada 2003–04
En la temporada 2003/04 cinco clubes superan los 200 millones de euros en ingresos, manteniéndose el Manchester United de nuevo como el club más rico.
| Rank | Club              | Ingresos (millones de €) | País       |
| ---- | ----------------- | ------------------------ | ---------- |
| 1.   | Manchester United | 259.4                    | Inglaterra |
| 2.   | Real Madrid       | 236.2                    | España     |
| 3.   | Milan             | 222.1                    | Italia     |
| 4.   | Chelsea           | 217.5                    | Inglaterra |
| 5.   | Juventus          | 215.3                    | Italia     |
| 6.   | Arsenal           | 174.1                    | Inglaterra |
| 7.   | Barcelona         | 169.9                    | España     |
| 8.   | Internazionale    | 167.1                    | Italia     |
| 9.   | Bayern Munich     | 166.4                    | Alemania   |
| 10.  | Liverpool         | 140.2                    | Inglaterra |

### Temporada 2002–03
Los clubes ingleses dominaron la clasificación durante la temporada 2002/03 con cinco clubes de la Premier League entre los mejores diez.
| Clasificación | Club              | Ingresos (millones de €) | País       |
| ------------- | ----------------- | ------------------------ | ---------- |
| 1.            | Manchester United | 251.2                    | Inglaterra |
| 2.            | Juventus          | 218.8                    | Italia     |
| 3.            | Milan             | 200.4                    | Italia     |
| 4.            | Real Madrid       | 193.7                    | España     |
| 5.            | Bayern Munich     | 163.9                    | Alemania   |
| 6.            | Internazionale    | 162.5                    | Italia     |
| 7.            | Arsenal           | 150.1                    | Inglaterra |
| 8.            | Liverpool         | 149.3                    | Inglaterra |
| 9.            | Newcastle United  | 139.3                    | Inglaterra |
| 10.           | Chelsea           | 134.1                    | Inglaterra |

### Temporada 2001–02
| Clasificación | Club              | Ingresos (millones de €) | País       |
| ------------- | ----------------- | ------------------------ | ---------- |
| 1.            | Manchester United | 229.5                    | Inglaterra |
| 2.            | Juventus          | 177.9                    | Italia     |
| 3.            | Bayern Munich     | 176.8                    | Alemania   |
| 4.            | Milan             | 159.1                    | Italia     |
| 5.            | Liverpool         | 154.6                    | Inglaterra |
| 6.            | Real Madrid       | 152.2                    | España     |
| 7.            | Chelsea           | 143.4                    | Inglaterra |
| 8.            | Arsenal           | 141.4                    | Inglaterra |
| 9.            | Barcelona         | 139.8                    | España     |
| 10.           | Roma              | 136.8                    | Italia     |

### Temporada 2000–01
| Clasificación | Club              | Ingresos (millones de €) | País       |
| ------------- | ----------------- | ------------------------ | ---------- |
| 1.            | Manchester United | 217.2                    | Inglaterra |
| 2.            | Juventus          | 173.5                    | Italia     |
| 3.            | Bayern Munich     | 173.2                    | Alemania   |
| 4.            | Milan             | 164.6                    | Italia     |
| 5.            | Real Madrid       | 138.2                    | España     |
| 6.            | Liverpool         | 137.6                    | Inglaterra |
| 7.            | Lazio             | 125.4                    | Italia     |
| 8.            | Roma              | 123.8                    | Italia     |
| 9.            | Chelsea           | 118.4                    | Inglaterra |
| 10.           | Internazionale    | 112.8                    | Italia     |

### Temporada 1997–98
| Clasificación | Club              | Ingresos (millones de €) | País       |
| ------------- | ----------------- | ------------------------ | ---------- |
| 1.            | Manchester United | 87.9                     | Inglaterra |
| 2.            | Real Madrid       | 72.2                     | España     |
| 3.            | Bayern Munich     | 65.2                     | Alemania   |
| 4.            | Juventus          | 55.3                     | Italia     |
| 5.            | Newcastle United  | 49.2                     | Inglaterra |
| 6.            | Barcelona         | 48.57                    | España     |
| 7.            | AC Milan          | 48.55                    | Italia     |
| 8.            | Internazionale    | 48.2                     | Italia     |
| 9.            | Chelsea           | 47.5                     | Inglaterra |
| 10.           | Liverpool FC      | 45.5                     | Inglaterra |

## Tabla Resumen: Principales clubes en el Top 10
| Club              | 2011/12 millones de euros | 2010/11 millones de euros | 2009/10 millones de euros | 2008/9 millones de euros | 2007/8 millones de euros | 2006/7 millones de euros | 2005/6 millones de euros | 2004/5 millones de euros | 2003/4 millones de euros | 2002/3 millones de euros | 2001/2 millones de euros | 2000/1 millones de euros | País       |
| ----------------- | ------------------------- | ------------------------- | ------------------------- | ------------------------ | ------------------------ | ------------------------ | ------------------------ | ------------------------ | ------------------------ | ------------------------ | ------------------------ | ------------------------ | ---------- |
| Real Madrid       | 512.6 (1)                 | 479.5 (1)                 | 438.6 (1)                 | 401.4 (1)                | 365.8 (1)                | 351.8 (1)                | 292.2 (1)                | 275.7 (1)                | 236.2 (2)                | 193.7 (4)                | 152.2 (6)                | 138.2 (5)                | España     |
| Barcelona         | 483.0 (2)                 | 450.7 (2)                 | 398.1 (2)                 | 365.9 (2)                | 308.8 (3)                | 291.1 (3)                | 259.1 (2)                | 207.9 (6)                | 169.9 (7)                | (11+)                    | 139.8 (9)                | (11+)                    | España     |
| Manchester United | 395.9 (3)                 | 367.0 (3)                 | 349.8 (3)                 | 327.0 (3)                | 324.8 (2)                | 315.4 (2)                | 242.6 (4)                | 246.4 (2)                | 259.4 (1)                | 251.2 (1)                | 229.5 (1)                | 217.2 (1)                | Inglaterra |
| Bayern Munich     | 368.4 (4)                 | 321.4 (4)                 | 323.0 (4)                 | 289.5 (4)                | 295.3 (4)                | 223.7 (7)                | 204.7 (8)                | 189.5 (7)                | 166.4 (9)                | 163.9 (5)                | 176.8 (3)                | 173.2 (3)                | Alemania   |
| Chelsea           | 322.6 (5)                 | 249.8 (6)                 | 255.9 (6)                 | 242.3 (6)                | 268.9 (5)                | 284.4 (4)                | 221.0 (6)                | 220.8 (5)                | 217.5 (4)                | 134.1 (10)               | 143.4 (7)                | 118.4 (9)                | Inglaterra |
| Arsenal           | 290.3 (6)                 | 251.5 (5)                 | 274.1 (5)                 | 263.0 (5)                | 264.4 (6)                | 264.2 (5)                | 177.4 (9)                | 171.3 (10)               | 174.1 (6)                | 150.1 (7)                | 141.4 (8)                | (11+)                    | Inglaterra |
| Manchester City   | 285.6 (7)                 | 169.6 (12)                | 152.8 (11)                | 101.2 (19)               | 104.0 (20)               | (21+)                    | 89.4 (17)                | 90.1 (17)                | (11+)                    | (11+)                    | (11+)                    | (11+)                    | Inglaterra |
| Milan             | 256.9 (8)                 | 235.1 (7)                 | 235.8 (7)                 | 196.5 (8)                | 209.5 (8)                | 227.7 (6)                | 238.7 (5)                | 234.0 (3)                | 222.1 (3)                | 200.4 (3)                | 159.1 (4)                | 118.4 (9)                | Italia     |
| Liverpool         | 233.2 (9)                 | 203.3 (9)                 | 225.3 (8)                 | 217.0 (7)                | 210.9 (7)                | 202.1 (8)                | 176.0 (10)               | 181.2 (8)                | 140.2 (10)               | 149.3 (8)                | 154.6 (5)                | 137.6 (6)                | Inglaterra |
| Juventus          | 195.4 (10)                | 153.9 (13)                | 205.0 (10)                | 203.2 (8)                | 167.5 (11)               | 145.2 (12)               | 251.2 (3)                | 229.4 (4)                | 215.3 (5)                | 218.8 (2)                | 177.9 (2)                | 173.5 (2)                | Italia     |
| Internazionale    | 185.9 (12)                | 211.4 (8)                 | 224.8 (9)                 | 196.5 (9)                | 172.9 (10)               | 195.4 (9)                | 206.6 (7)                | 177.2 (9)                | 167.1 (8)                | 162.5 (6)                | (11+)                    | 112.8 (10)               | Italia     |
| Schalke 04        | 174.5 (14)                | 202.4 (10)                | 139.8 (16)                | 124.5 (16)               | 148.4 (13)               | 114.3 (16)               | 122.9 (14)               | 97.4 (14)                | (11+)                    | (11+)                    | (11+)                    | (11+))                   | Alemania   |
| Roma              | 115.9 (19)                | 143.5 (15)                | 122.7 (18)                | 146.4 (10)               | 175.4 (9)                | 157.7 (10)               | 127.0 (12)               | 131.8 (11)               | (11+)                    | (11+)                    | 136.8 (10)               | 123.8 (8)                | Italia     |

## Revisión anual financiera del fútbol año 2011
| Clasificación | Liga           | Ingresos (miles de millones de €) | País       |
| ------------- | -------------- | --------------------------------- | ---------- |
| 1.            | Premier League | 2.479                             | Inglaterra |
| 2.            | Bundesliga     | 1.664                             | Alemania   |
| 3.            | La Liga        | 1.622                             | España     |
| 4.            | Serie A        | 1.532                             | Italia     |
| 5.            | Ligue 1        | 1.072                             | Francia    |